# 李元紘
李 元紘（り げんこう、生年不詳 - 733年）は、唐代の官僚・政治家。字は大綱。本貫は滑州。

## 経歴
李道広の子として生まれた。若くしてまじめで温厚であった。はじめ涇州司兵参軍となり、雍州司戸参軍に転じた。ときに太平公主が僧寺と粉ひき小屋について争い、公主の権勢が強かったため、役所はいずれも公主の意を迎えようとしていたが、元紘は粉ひき小屋を僧寺に返還すべきだと裁断を下した。竇懐貞が雍州長史となると、公主の勢力を恐れて、元紘に判断を改めさせようと促したが、元紘は「南山を移すことができたとしても、この判断は揺動しない」といって、改めようとしなかった。まもなく好畤県令となり、潤州司馬に転じ、いずれも声誉と功績があった。開元初年、元紘は三度異動して万年県令となり、賦役が公平で、審理は寛容であった。まもなく京兆尹に抜擢された。ほどなく勅命により元紘は三輔の政治の大枠を決めることとなった。ときに諸侯や権臣の家々が灌漑溝に沿って石臼を立てて、水田を損なっていた。元紘は官吏や民衆に命じてそれら全てを破壊させたため、人民に利益があった。元紘はさらに工部・兵部・吏部の侍郎を歴任した。開元13年（725年）、戸部侍郎の楊瑒と白知慎が罪に問われ、いずれも刺史として出された。玄宗が宰臣や公卿以下に命じて戸部を任せるに足る者を推挙させると、多くは元紘を推薦した。戸部尚書に任じようとしたが、経験の浅さがときの宰相に問題視された。そこで元紘は中大夫の加えられ、戸部侍郎に任じられた。元紘は社会の利害や時政の得失を上奏し、玄宗に喜ばれた。開元14年（726年）、中書侍郎・同中書門下平章事（宰相）に抜擢された。ほどなく銀青光禄大夫の位を加えられ、清水県男の爵位を受けた。
ときに京司の職田が廃止され、関中三輔に屯田を置く議論が起こった。元紘は百官の手放した職田は諸県に散在していて集めることができず、百姓の所有する私田は自力で開墾したもので奪うことはできないとして、屯田を置くことに反対する建議をおこなった。このため屯田の議論は中止された。
先立って左庶子の呉兢が史官に任じられ、『唐書』100巻・『唐春秋』30巻の編纂をおこなっていたが、完成しないうちに服喪のため職を辞した。玄宗は集賢院にそれらの書の完成を命じた。張説が致仕すると、家で修史をおこなわせた。元紘は修史事業は禁中でおこなうべきことを上奏した。玄宗に聞き入れられて、張説と呉兢はいずれも史館修撰に任じられた。
元紘は歴年にわたって宰相の地位にあったが、邸宅を改装せず、家僕や馬は旧弊陋劣なままで、物を賜っても親族に分配した。右丞相の宋璟はかれの清貧ぶりを称賛した。後に元紘は杜暹と意見が合わず、感情的に争ったことから、玄宗に不快がられた。開元17年（729年）、元紘は知政事（宰相）を罷免され、曹州刺史として出された。病のため官を去った。長らくを経て、戸部尚書に任じられ、致仕を許された。開元21年（733年）、病が快癒すると、太子詹事として起用されたが、10日ほどで死去した。太子少傅の位を追贈された。諡は文忠といった。

## 子女
- 李有孚[1]
- 李有容[1]
- 李有功[1]

## 伝記資料
- 『旧唐書』巻98 列伝第48
- 『新唐書』巻126 列伝第51